# Buna
Buna é uma Região censo-designada localizada no estado norte-americano do Texas, no Condado de Jasper.

## Demografia
Segundo o censo norte-americano de 2000, a sua população era de 2269 habitantes.

## Geografia
De acordo com o United States Census Bureau tem uma área de 
15,4 km², dos quais 15,4 km² cobertos por terra e 0,0 km² cobertos por água. Buna localiza-se a aproximadamente 20 m acima do nível do mar.

## Localidades na vizinhança
O diagrama seguinte representa as localidades num raio de 28 km ao redor de Buna. 